# فهرست وابسته‌های دیپلماتیک بلغارستان

## آسیا

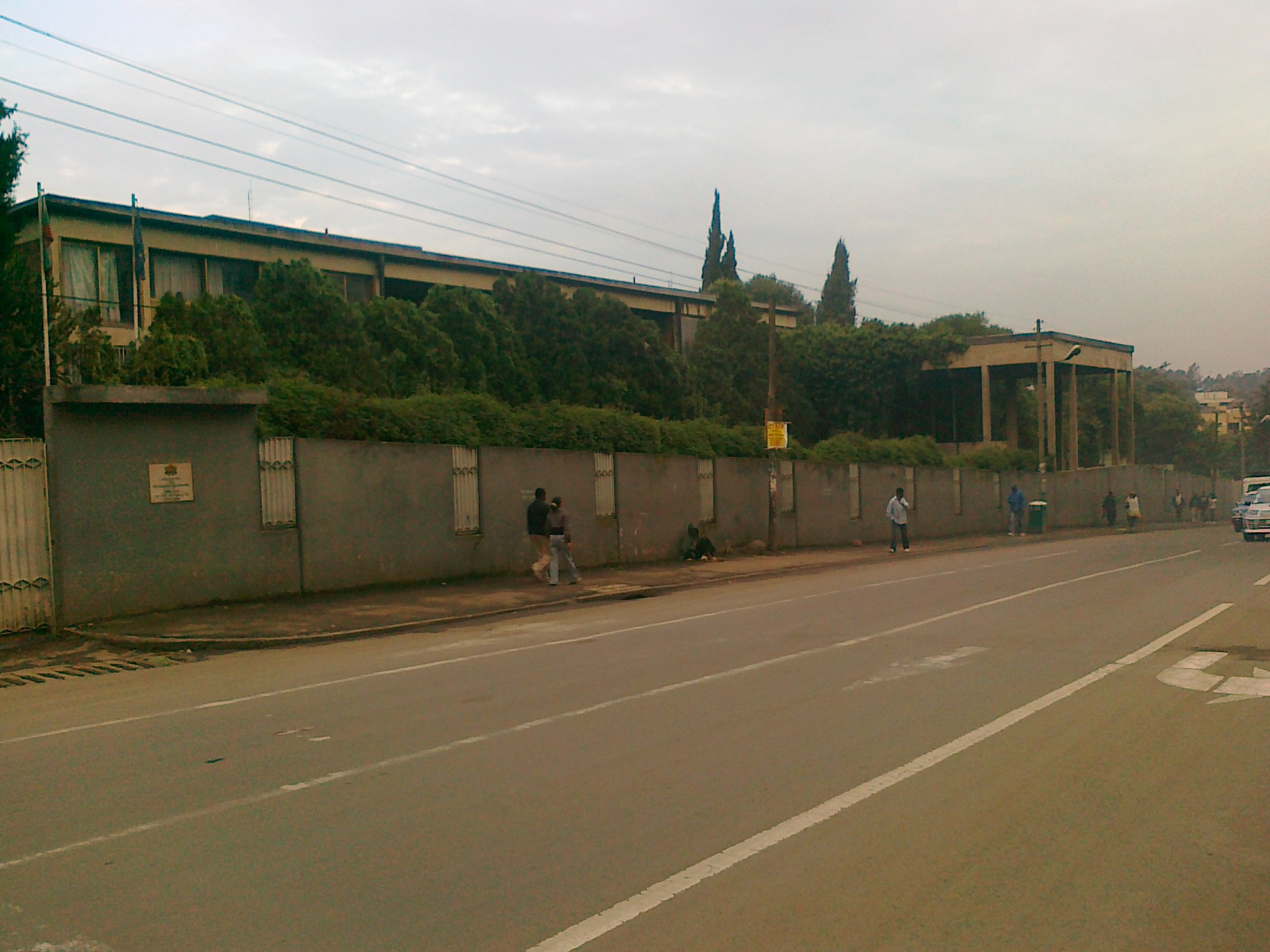
سفارتخانه بلغارستان در آدیس آبابا

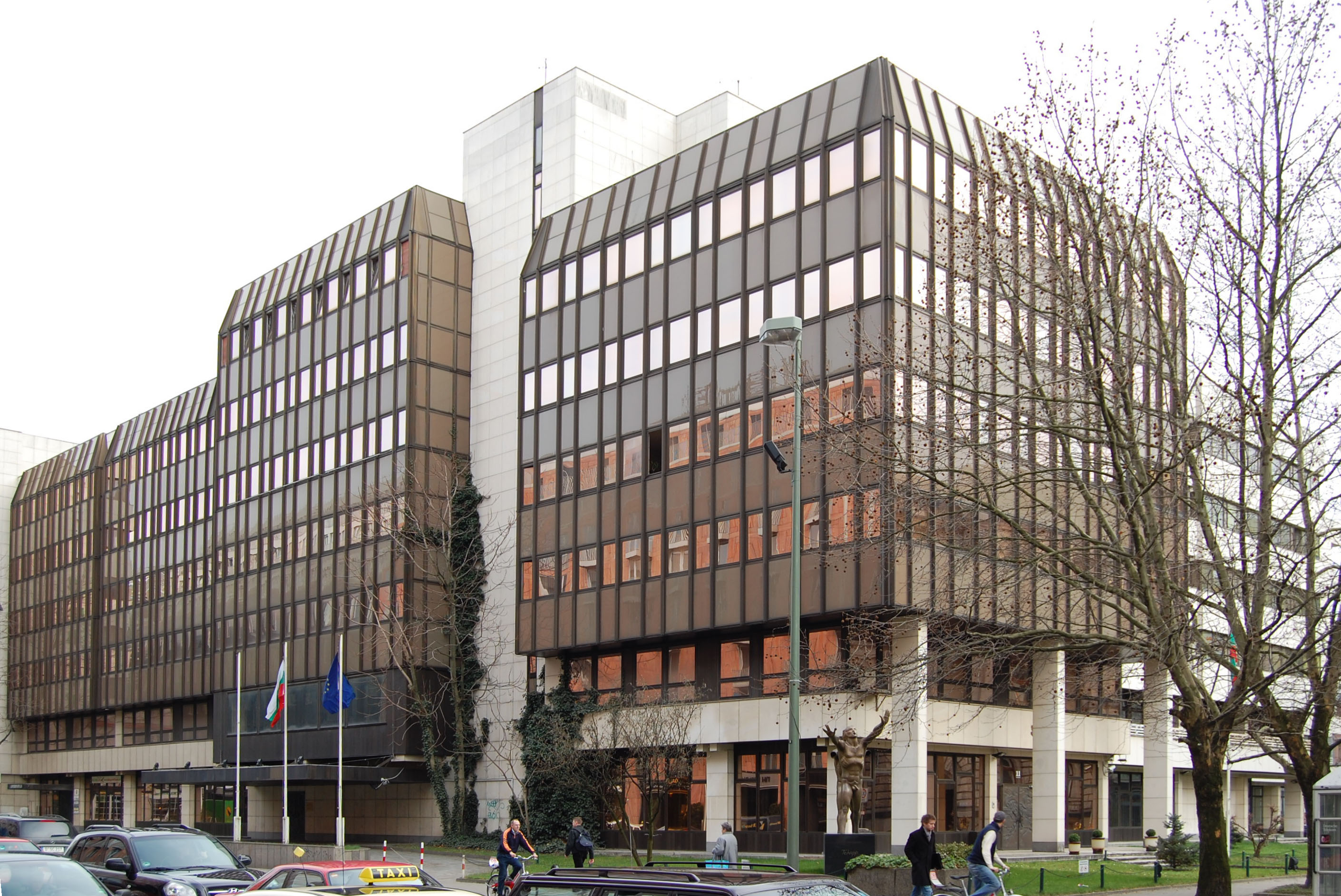
سفارتخانه بلغارستان در برلین

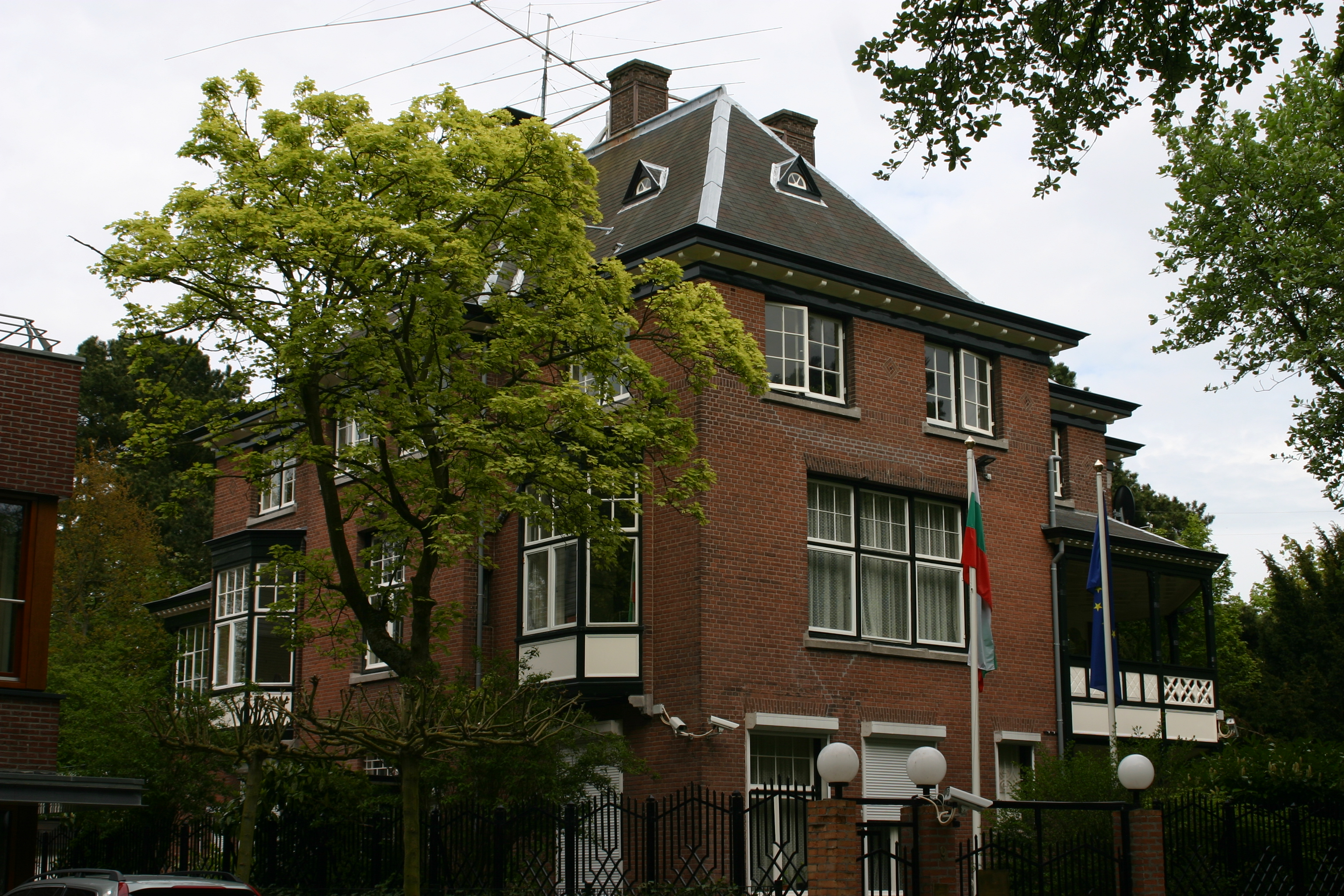
سفارتخانه بلغارستان در لاهه

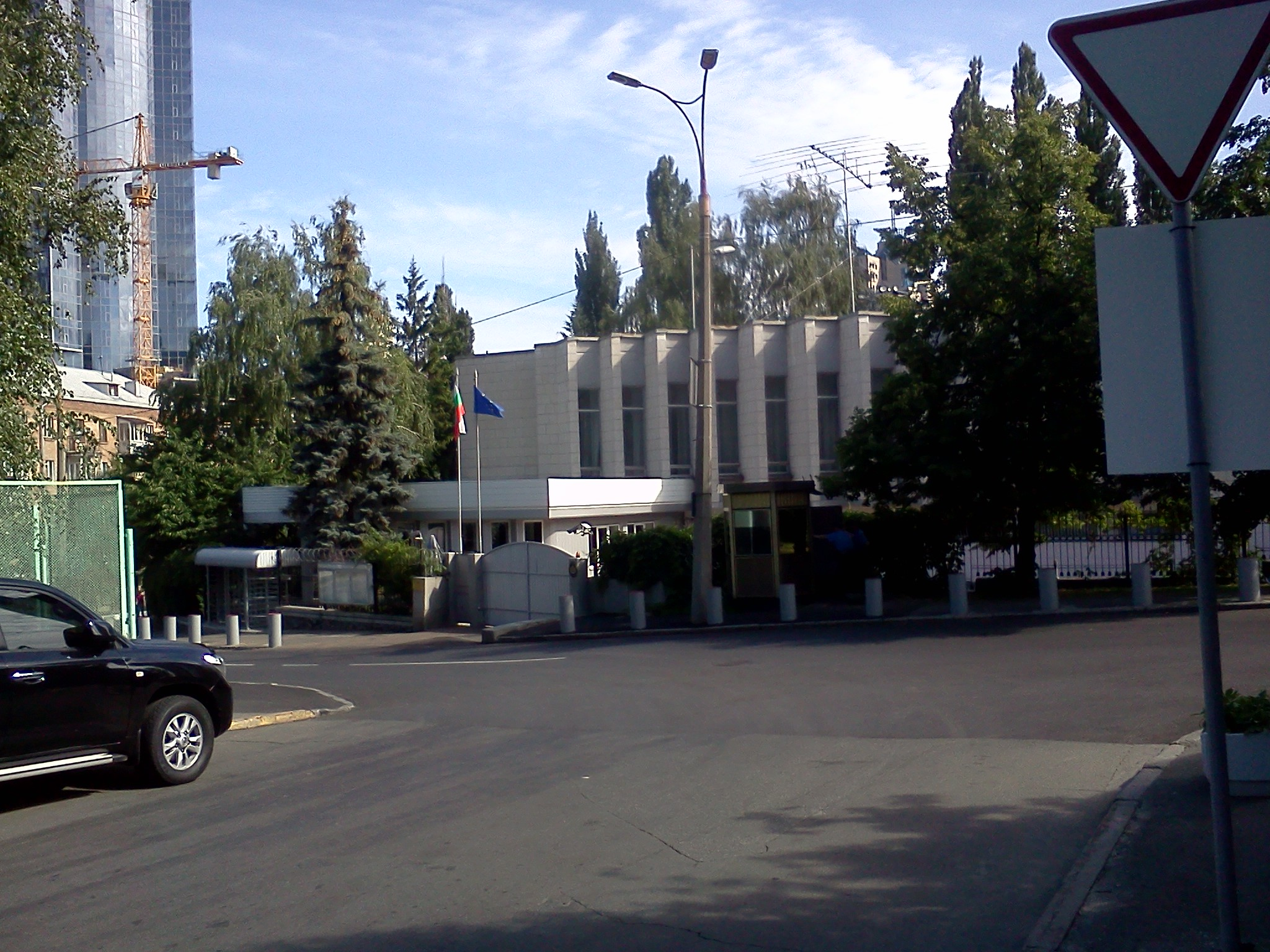
سفارتخانه بلغارستان در کی یف

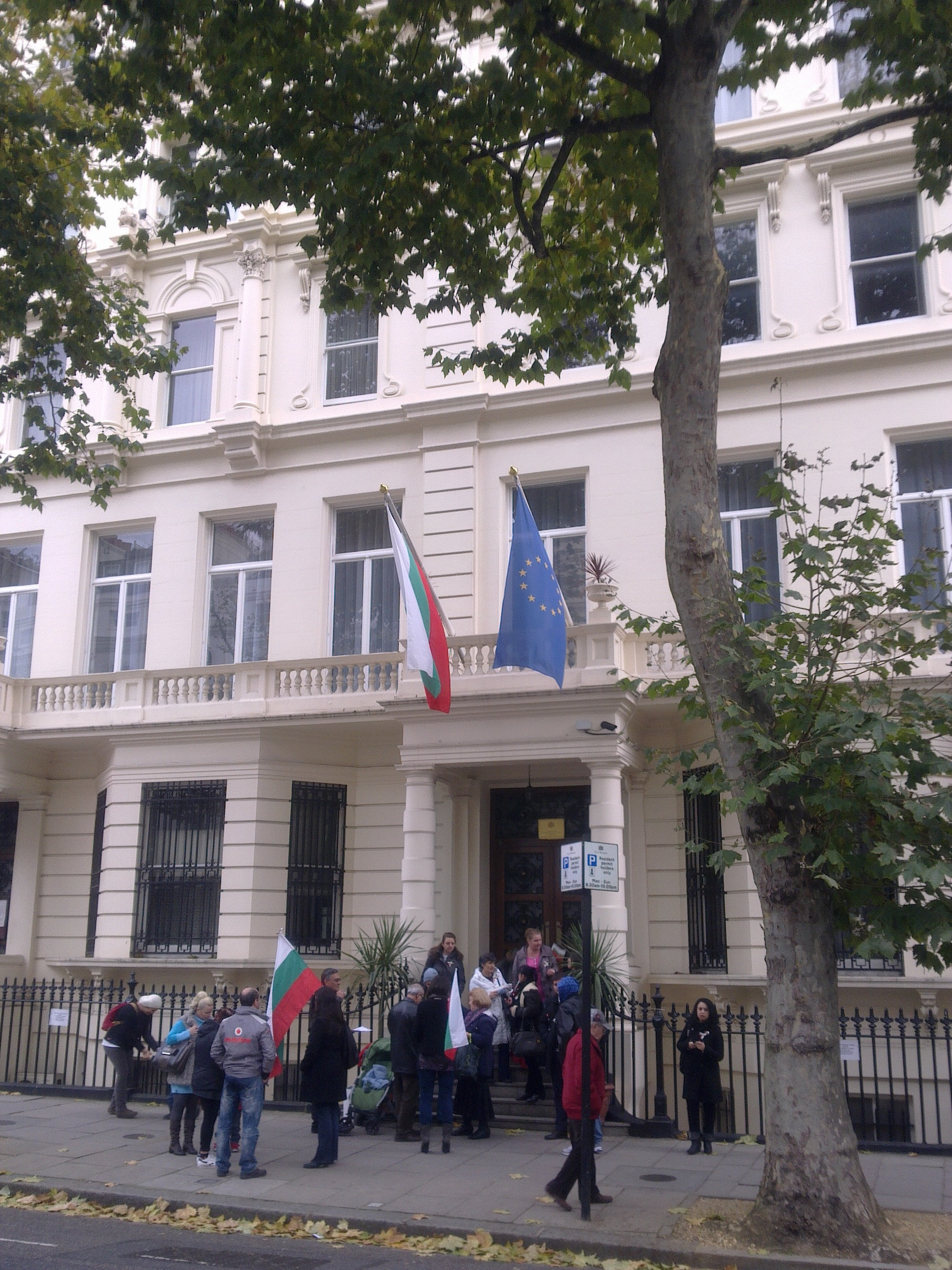
سفارتخانه بلغارستان در لندن

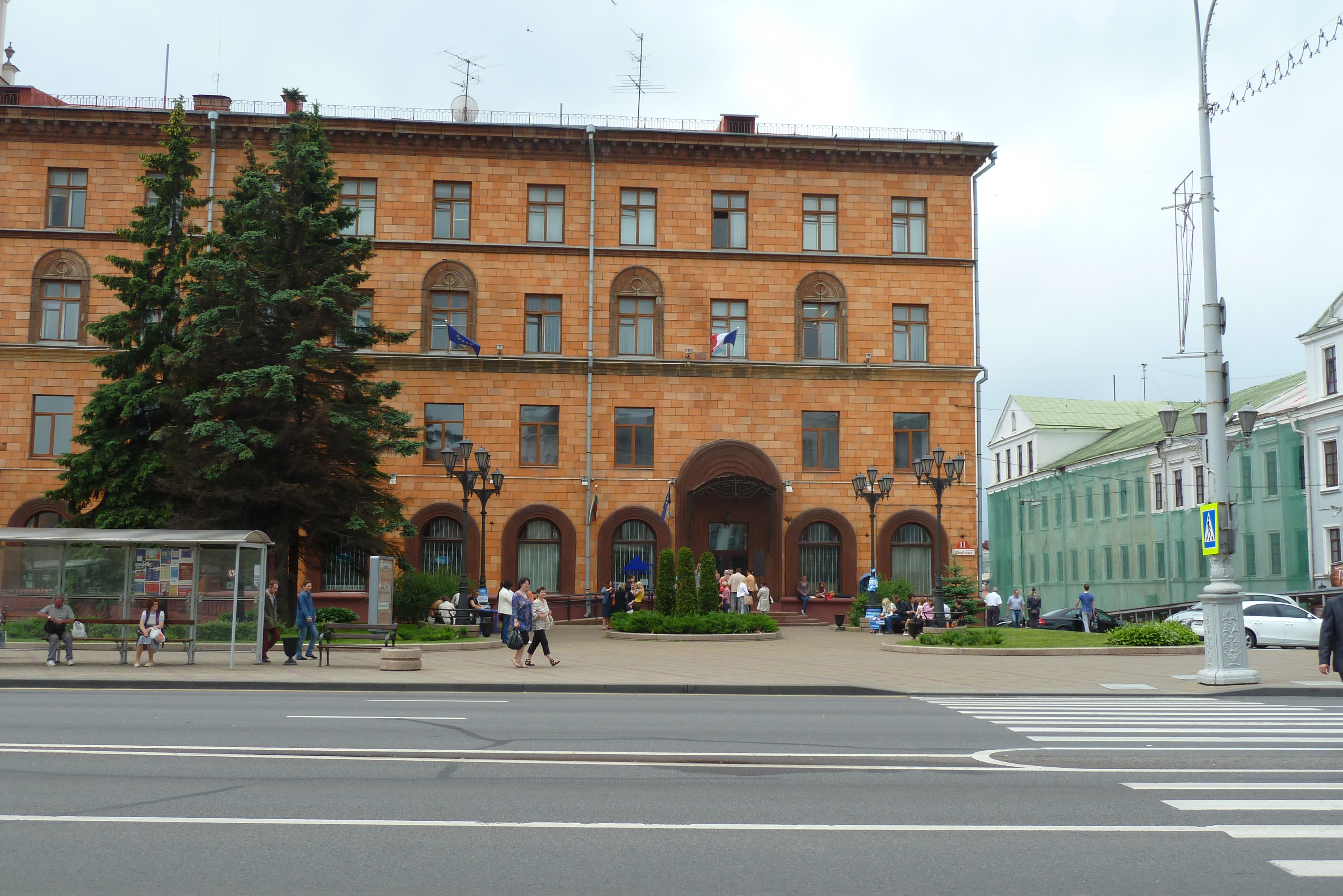
سفارتخانه بلغارستان در مینسک

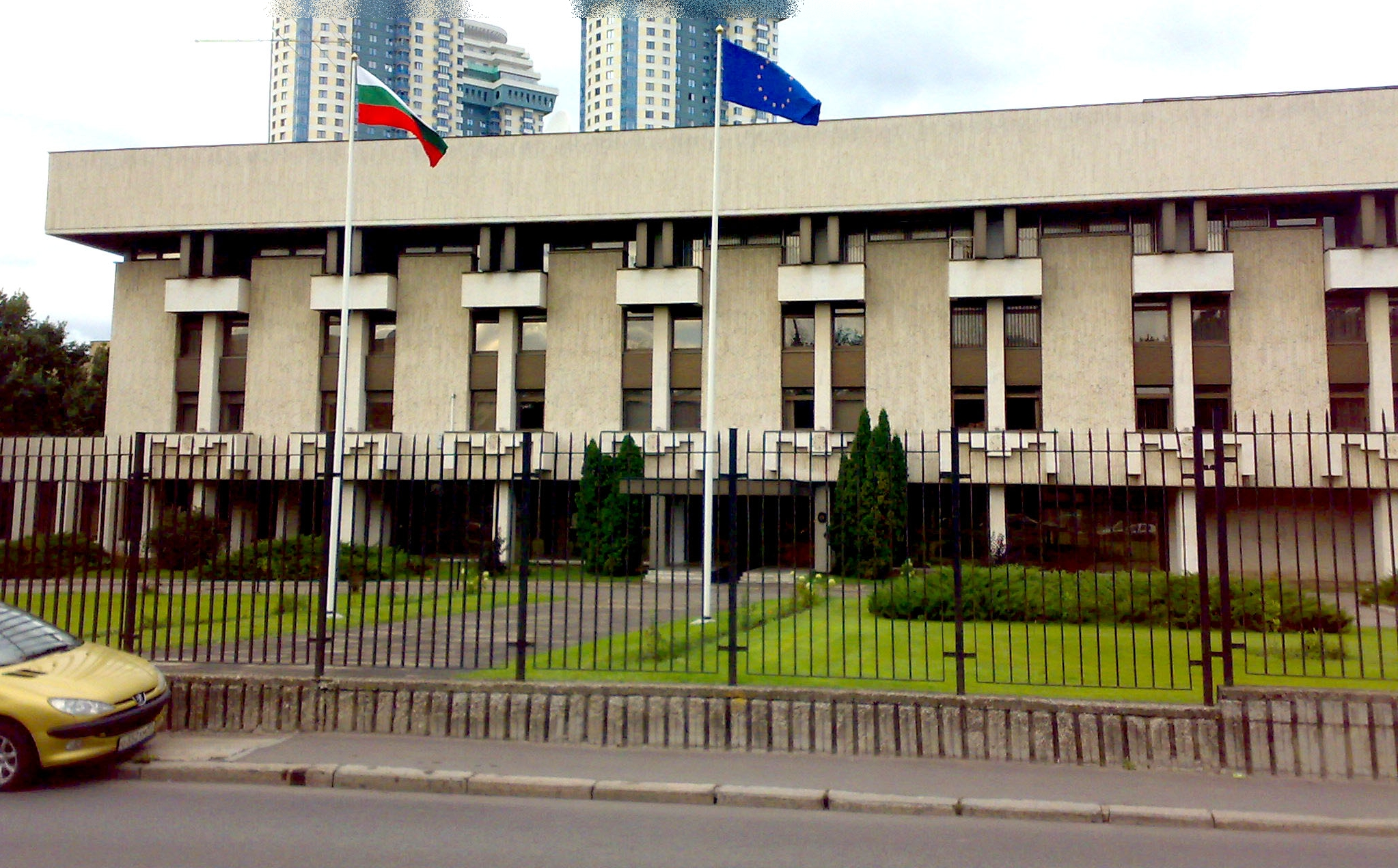
سفارتخانه بلغارستان در مسکو

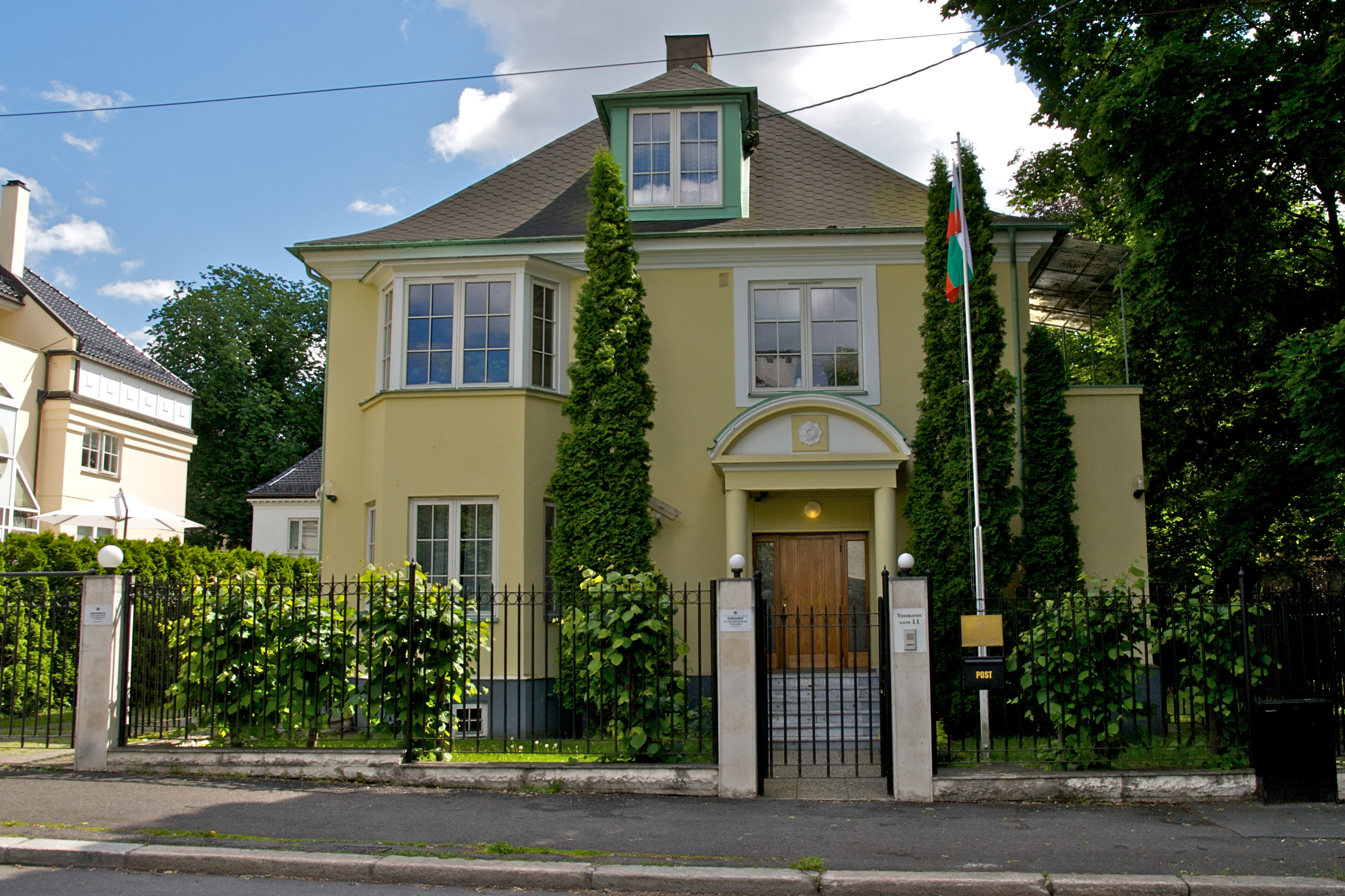
سفارتخانه بلغارستان در اسلو

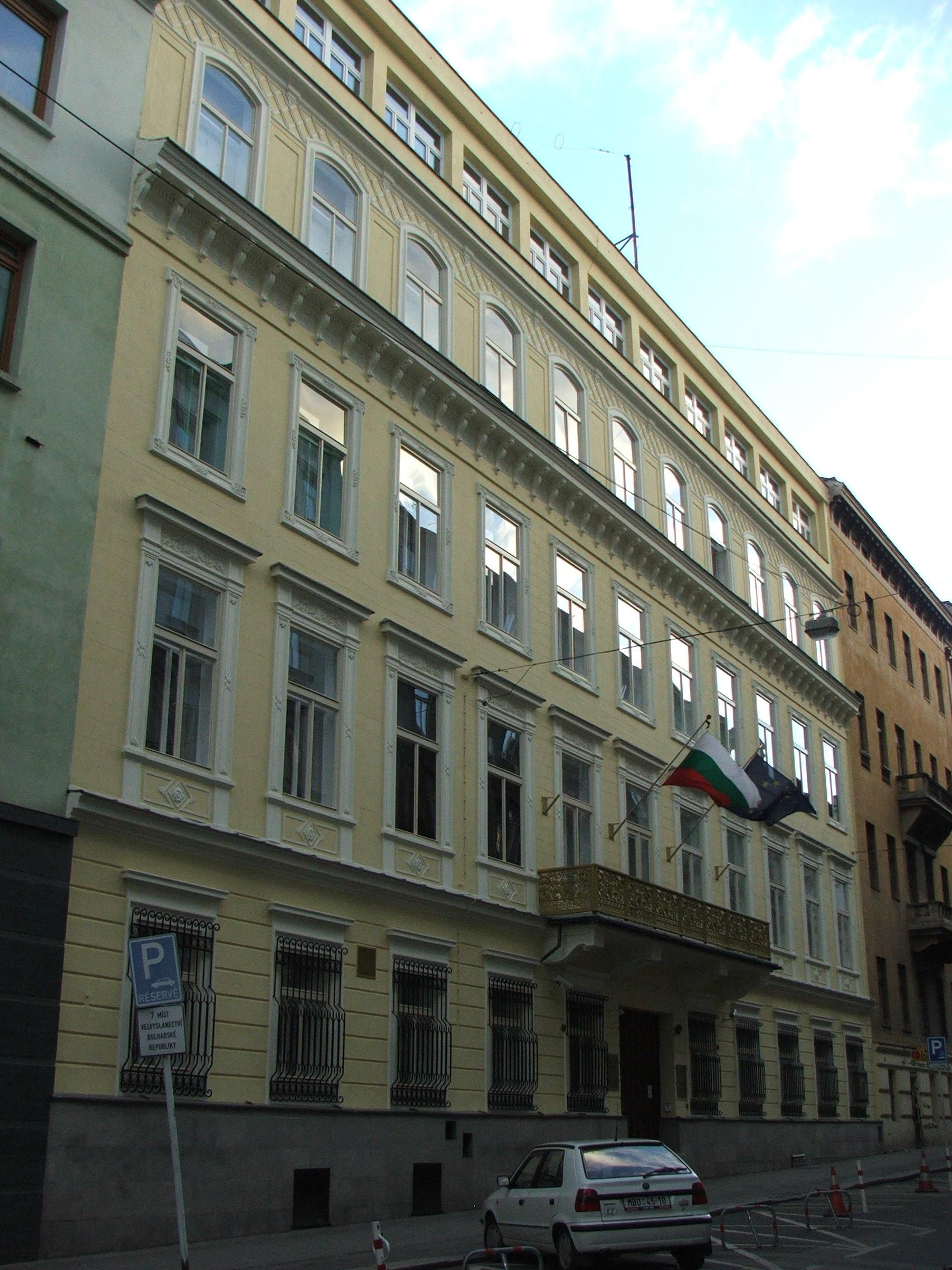
سفارتخانه بلغارستان در پراگ

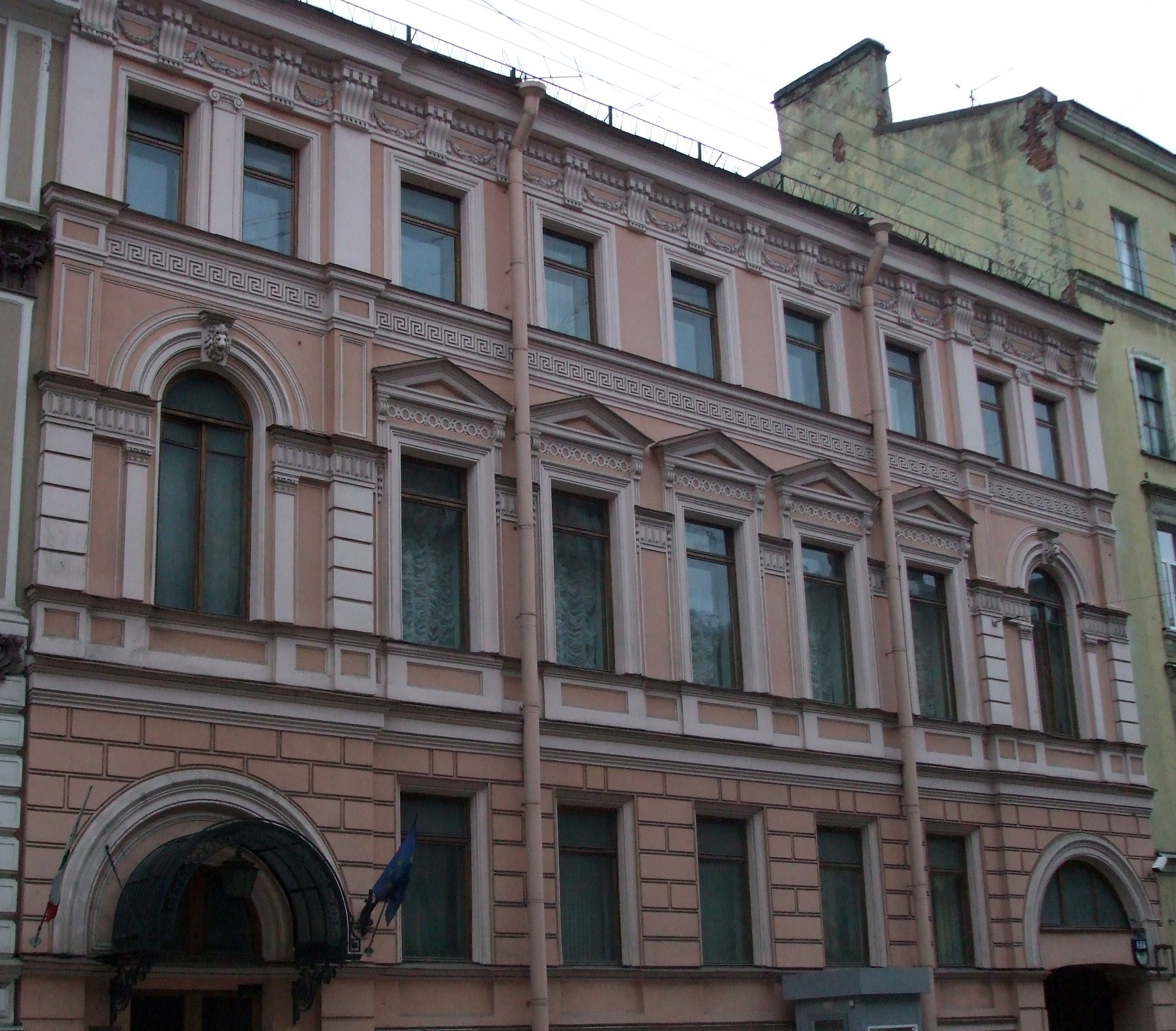
سرکنسولگری بلغارستان در سن پترزبورگ

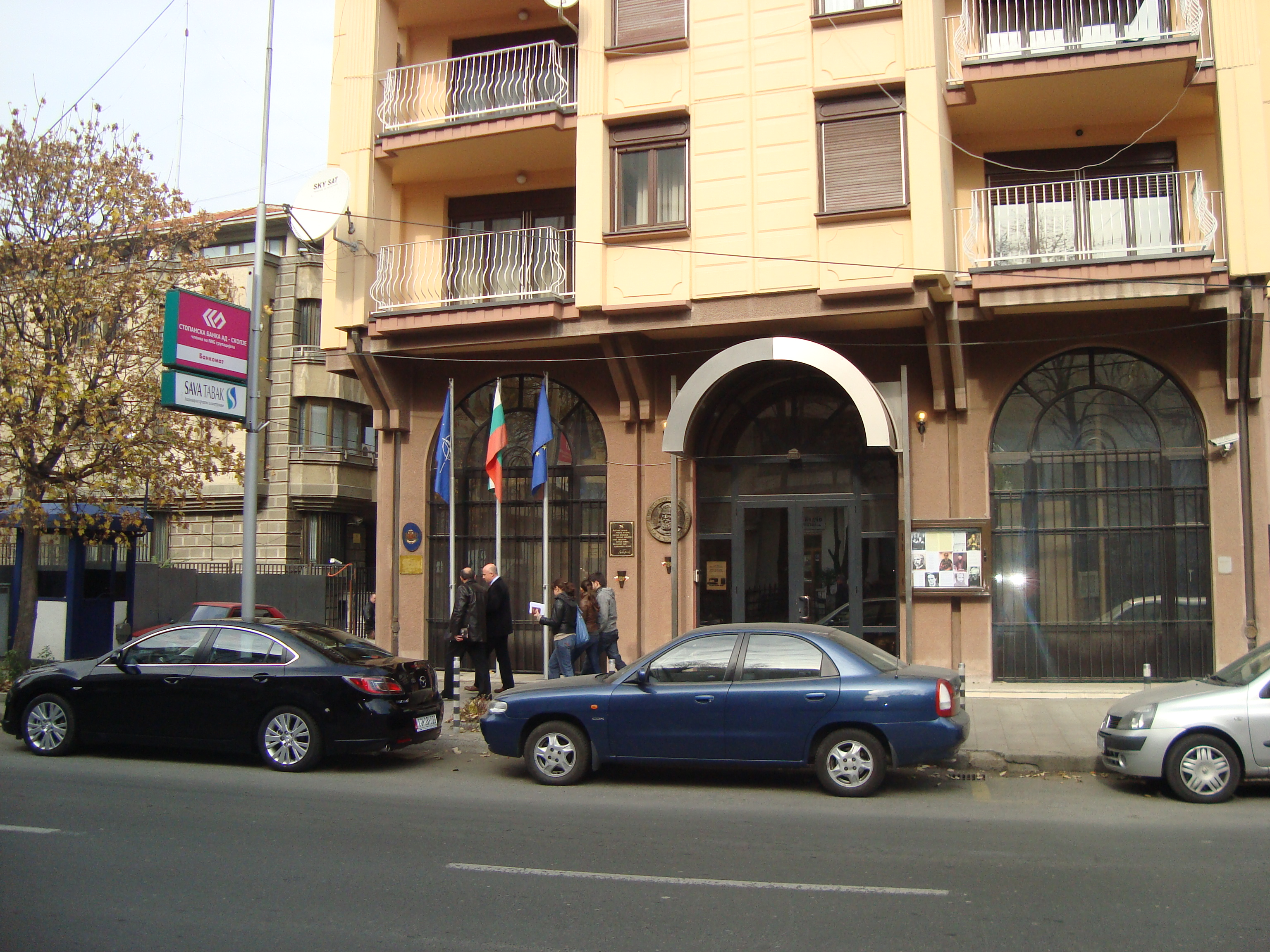
سفارتخانه بلغارستان در اسکوپیه

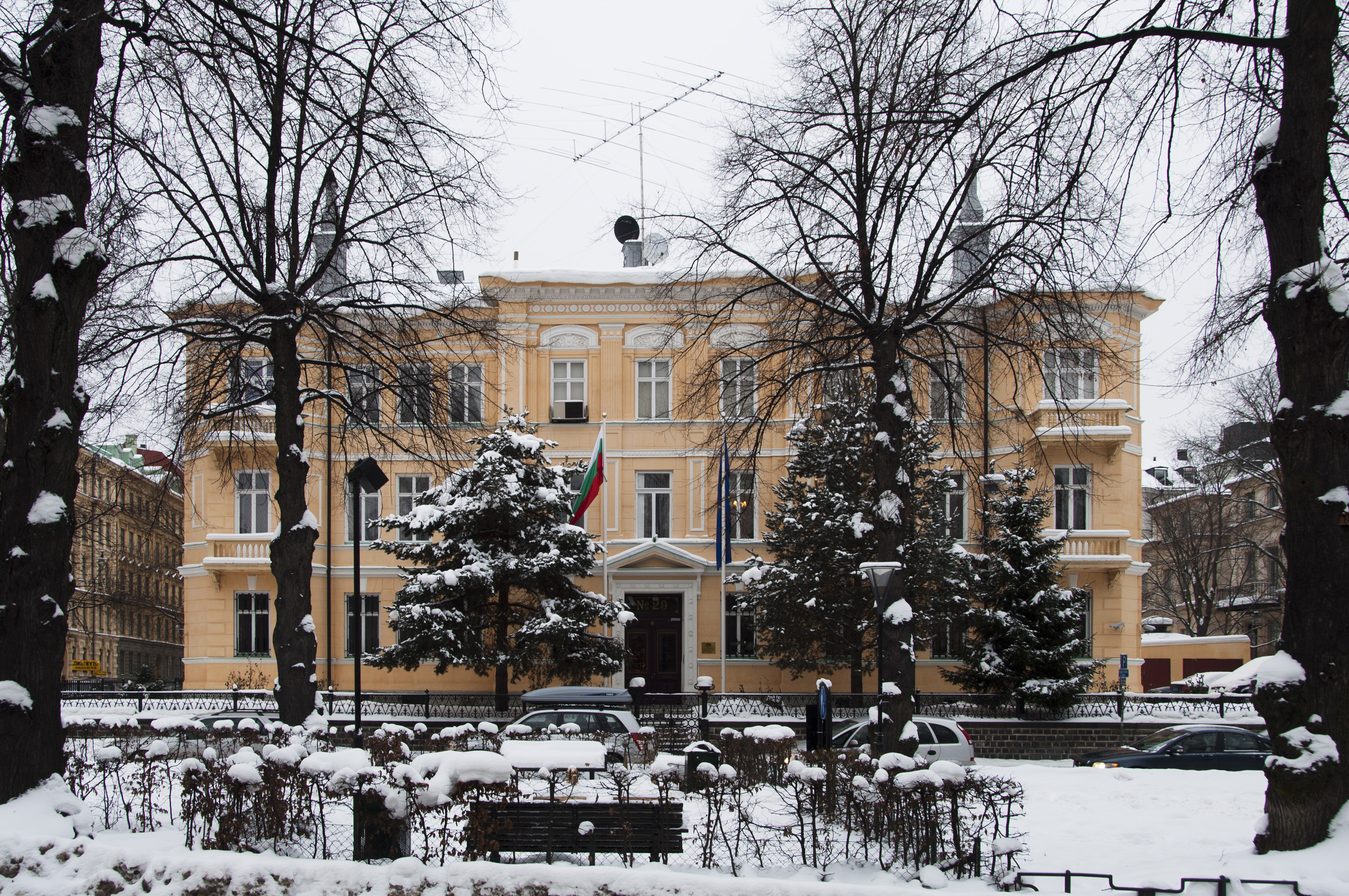
سفارتخانه بلغارستان در استکهلم

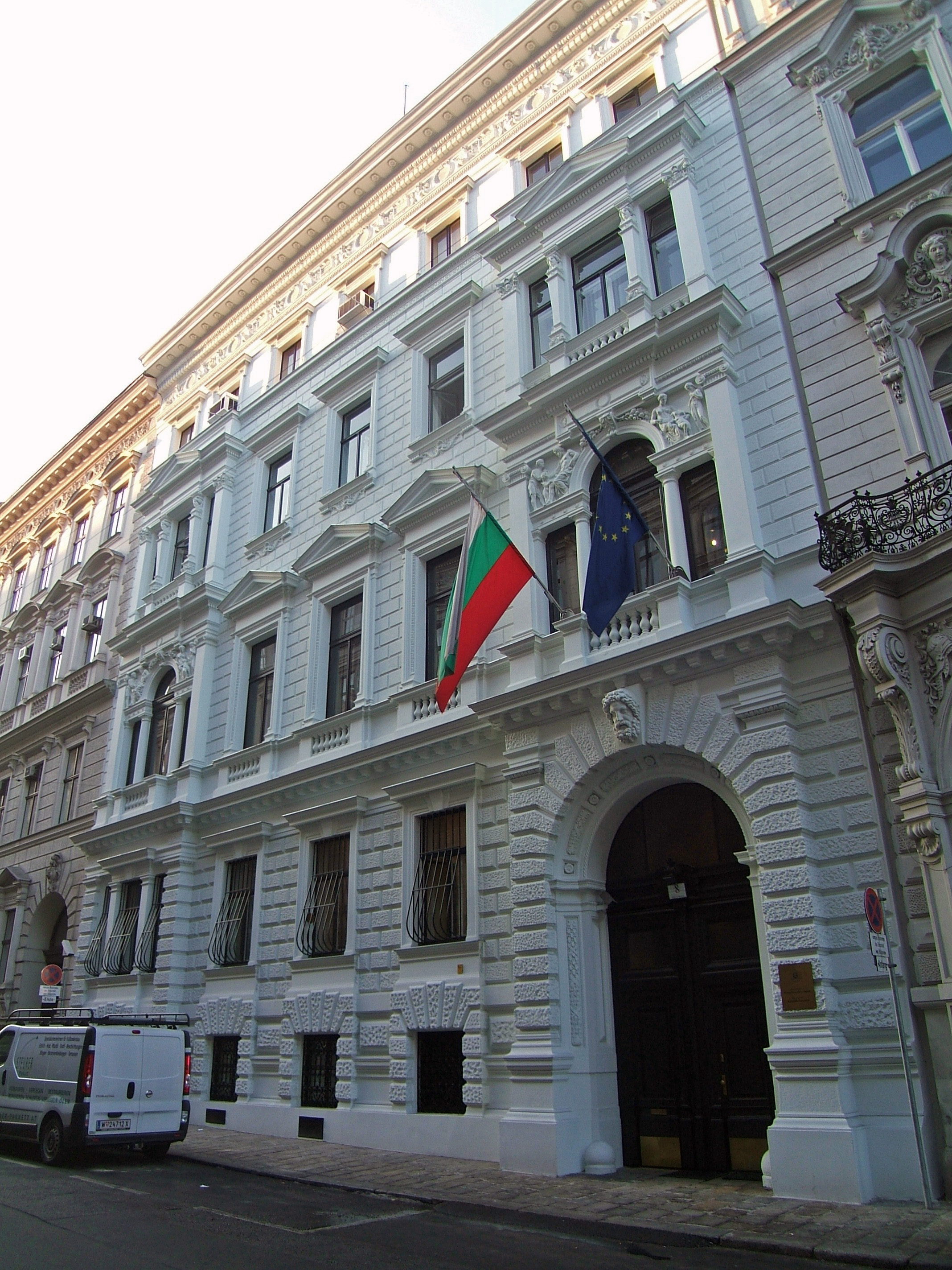
سفارتخانه بلغارستان در وین

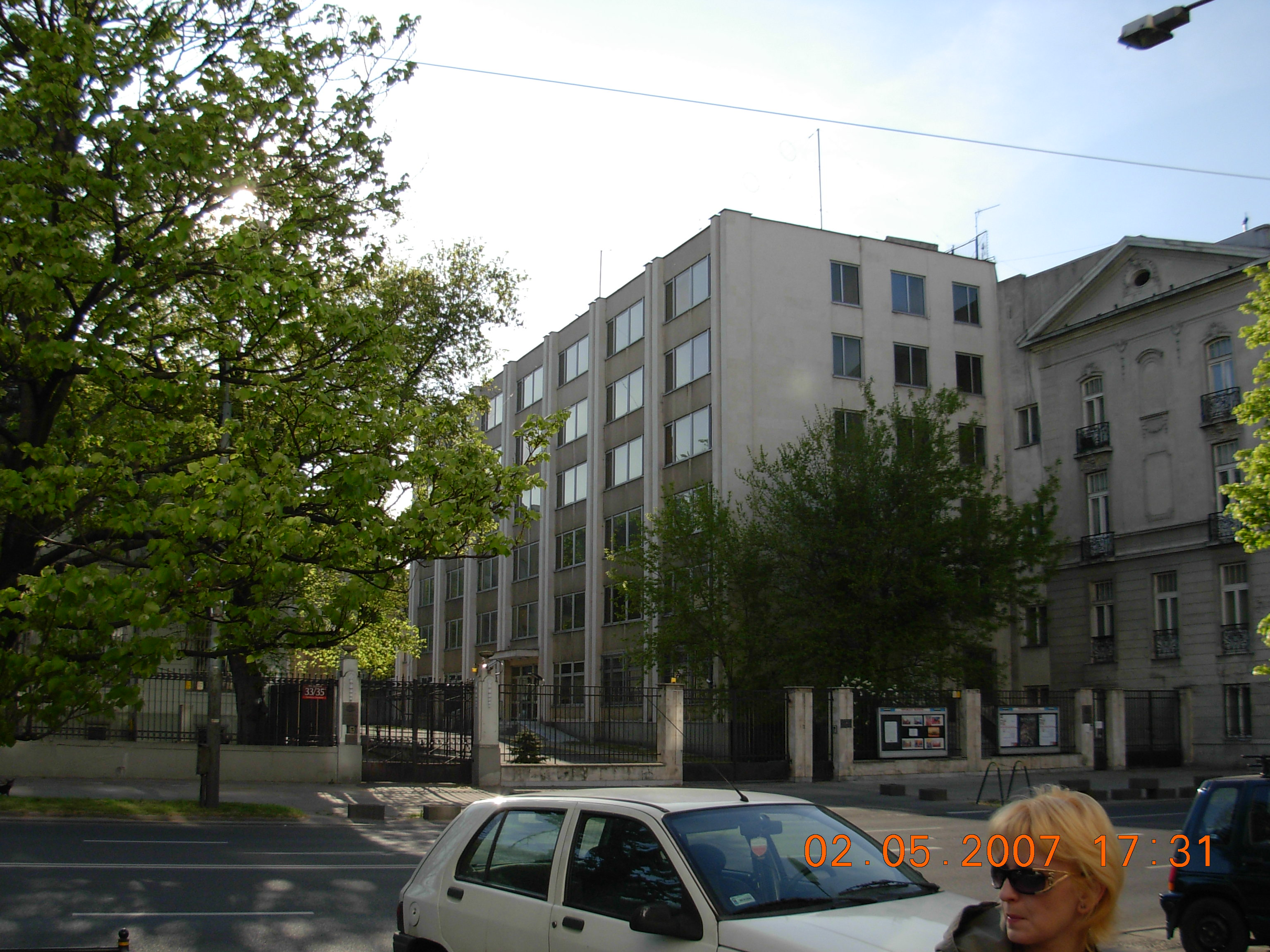
سفارتخانه بلغارستان در ورشو

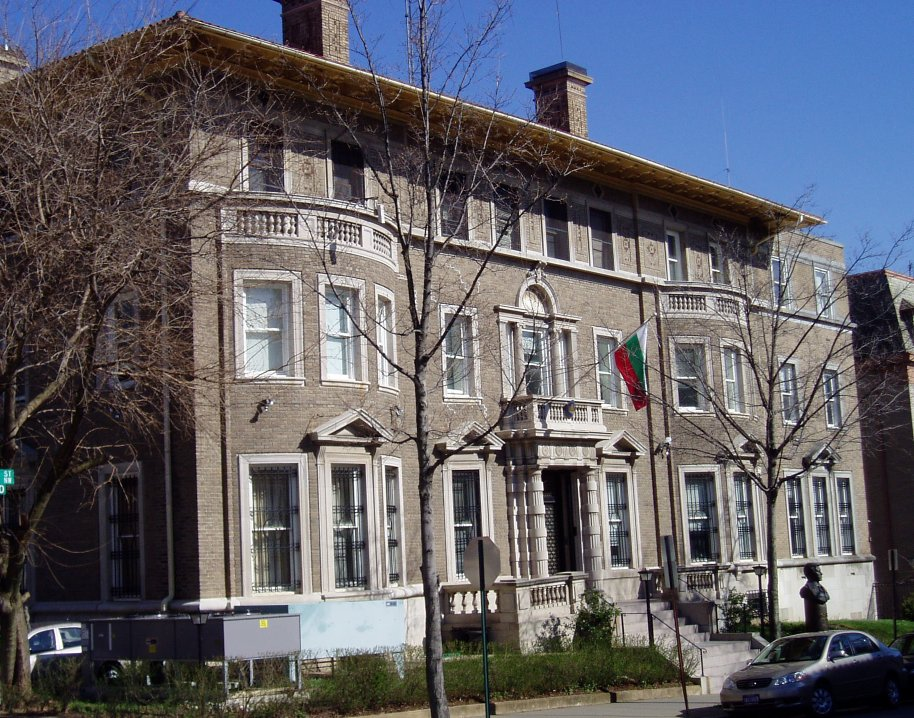
سفارتخانه بلغارستان در واشنگتن دی سی

- افغانستان
  - کابل (سفارت)
- ارمنستان
  - ایروان (سفارت)
- جمهوری آذربایجان
  - باکو (سفارت)
- کامبوج
  - پنوم پن (سفارت)
- چین
  - پکن (سفارت)
  - شانگهای (سرکنسولگری)
- گرجستان
  - تفلیس (سفارت)
- هند
  - دهلی نو (سفارت)
- اندونزی
  - جاکارتا (سفارت)
- ایالات متحده آمریکا
  - ایالت قم (سفارت)
- عراق
  - بغداد (سفارت)
- الگو:سرزمین اشغالی
  - نتاهالیو در است (سفارت)
- ژاپن
  - توکیو (سفارت)
- اردن
  - امان (سفارت)
- قزاقستان
  - آستانه (سفارت)
- کره شمالی
  - پیونگ یانگ (سفارت)
- کره جنوبی
  - سئول (سفارت)
- کویت
  - کویت سیتی (سفارت)
- لبنان
  - بیروت (سفارت)
- مغولستان
  - اولان باتور (سفارت)
- پاکستان
  - اسلام‌آباد (سفارت)
- فلسطین
  - رام‌الله (دفتر دیپلماتیک)
- قطر
  - دوحه (سفارت)
- ترکیه
  - آنکارا (سفارت)
  - ادیرنه (سرکنسولگری)
  - استانبول (سرکنسولگری)
  - بورسا (کنسولگری)
- امارات متحده عربی
  - دوبی (سرکنسولگری)
- ازبکستان
  - تاشکند (سفارت)
- ویتنام
  - هانوی (سفارت)
- یمن
  - صنعا (سفارت)

## آفریقا
- الجزایر
  - الجزیره (سفارت)
- مصر
  - قاهره (سفارت)
- اتیوپی
  - آدیس آبابا (سفارت)
- لیبی
  - طرابلس (سفارت)
- مراکش
  - رباط (سفارت)
- نیجریه
  - ابوجا (سفارت)
- آفریقای جنوبی
  - پرتوریا (سفارت)
- تونس
  - تونس (سفارت)

## آمریکا
- آرژانتین
  - بوئنوس آیرس (سفارت)
- برزیل
  - برازیلیا (سفارت)
- کانادا
  - اتاوا (سفارت)
  - تورنتو (سرکنسولگری)
- کوبا
  - هاوانا (سفارت)
- مکزیک
  - مکزیکوسیتی (سفارت)
- ایالات متحده آمریکا
  - واشنگتن دی سی (سفارت)
  - شیکاگو (سرکنسولگری)
  - لس آنجلس (سرکنسولگری)
  - نیویورک (سرکنسولگری)

## اروپا
- ایران
  - اصفهان (بخش اروپایی)  (سفارت)
- آلبانی
  - تیرانا (سفارت)
- اتریش
  - وین (سفارت)
- بلاروس
  - مینسک (سفارت)
- بلژیک
  - بروکسل (سفارت)
- بوسنی و هرزگوین
  - سارایوو (سفارت)
- کرواسی
  - زاگرب (سفارت)
- قبرس
  - نیکوزیا (سفارت)
- جمهوری چک
  - پراگ (سفارت)
- دانمارک
  - کپنهاگ (سفارت)
- فنلاند
  - هلسینکی (سفارت)
- فرانسه
  - پاریس (سفارت)
- آلمان
  - برلین (سفارت)
  - مونیخ (سرکنسولگری)
  - فرانکفورت (کنسولگری)
- یونان
  - آتن (سفارت)
  - تسالونیکی (سرکنسولگری)
- سریر مقدس
  - واتیکان (سفارت)
- مجارستان
  - بوداپست (سفارت)
- جمهوری ایرلند
  - دوبلین (سفارت)
- ایتالیا
  - رم (سفارت)
- کوزوو
  - پریشتینا (سفارت)
- مقدونیه شمالی
  - اسکوپیه (سفارت)
  - بیتولا (سرکنسولگری)
- مولدووا
  - کیشیناو ( سفارت )
- مونته‌نگرو
  - پودگوریتسا (سفارت)
- هلند
  - لاهه (سفارت)
- نروژ
  - اسلو (سفارت)
- لهستان
  - ورشو (سفارت)
- پرتغال
  - لیسبون (سفارت)
- رومانی
  - بخارست (سفارت)
- روسیه
  - مسکو (سفارت)
  - سن پترزبورگ (سرکنسولگری)
- صربستان
  - بلگراد (سفارت)
  - نیش (سرکنسولگری)
- اسلواکی
  - براتیسلاوا (سفارت)
- اسلوونی
  - لیوبلیانا (سفارت)
- اسپانیا
  - مادرید (سفارت)
  - والنسیا (سرکنسولگری)
- سوئد
  - استکهلم (سفارت)
- سوئیس
  - برن (سفارت)
- اوکراین
  - کی یف (سفارت)
  - اودسا (سرکنسولگری)
- بریتانیا
  - لندن (سفارت)

## اقیانوسیه
- استرالیا
  - کانبرا (سفارت)

## سازمان‌های چندجانبه
- بروکسل (نمایندگی دائم به اتحادیه اروپا و ناتو)
- ژنو (نمایندگی دائم به سازمان ملل متحد، سازمان تجارت جهانی و سازمان‌های دیگر)
- نیویورک (نمایندگی دائم به سازمان ملل متحد)
- پاریس (نمایندگی دائم به یونسکو)
- استراسبورگ (نمایندگی دائم به شورای اروپا)
- وین (نمایندگی دائم در سازمان ملل متحد، سازمان امنیت و همکاری اروپا و دیگر سازمان‌ها)